# Koninklijke Belgische Biljartbond
De Koninklijke Belgische Biljartbond (KBBB), in het Frans Fédération royale belge de billard (FRBB), coördineert in België wedstrijden in het carambolebiljart. De bond is aangesloten bij de Union Mondiale de Billard, Confédération Européenne de Billard en het Belgisch Olympisch en Interfederaal Comité.

## Regionale indeling in gewesten
- Gewest Antwerpen
- Gewest Brabant
- Gewest Henegouwen/Namen
- Gewest Limburg
- Gewest Luik/Luxemburg
- Gewest Beide Vlaanderen